# 경찰권
경찰권은 경찰력을 발동할 수 있는 권한을 말한다.

## 판례

### 경찰권발동의 근거
경찰관직무집행법 제2조에 의하면 경찰관은 공공의 안녕과 질서유지등을 그 직무로 하고 있으므로 허가없이 창고를 주택으로 개축하는 것을 단속한 것은 경찰의 정당한 공무집행이다.

## 같이 보기
- 경찰
- 강제
- 권력
- 사회 영향